# Cryptandra tomentosa
Cryptandra tomentosa là một loài thực vật có hoa trong họ Táo. Loài này được Lindl. mô tả khoa học đầu tiên năm 1838.